# 요시카와촌 (고치현)
요시카와촌(일본어: 吉川村)은 일본 고치현 가미군에 있던 촌이다. 주변 4정촌과 합병으로 고난시가 되었다.

## 지리
고치현 중부, 미나미쿠니시에 인접한 마을.서쪽은 모노베 강의 우안으로 고난시와 접하고 있는데, 촌의 대부분은 주로 모노베강 하구 좌안에 위치한 마을이며 고치현에서는 두 번째로 면적이 작은 마을이었다. 해안선을 따라 동서로 달리는 모래땅을 제외하면 대부분은 미작과 원예하우스를 하는 농지가 북쪽으로 펼쳐지며, 북동부 요시카와 지구에 해발 고도 40m 정도의 구릉이 있어 약간의 편백나무 식림과 단풍나무 대나무 숲이 인정된다. 가무네 강의 지류인 까마귀 강, 세토 강을 경계로 노이치 정에 접하고 있었다.
1965년경부터 농가들이 논을 이용하여 양장어 연못을 조성하고 장어 양식을 비롯한 지역 산업의 등불을 켰으나 외국산 장어 수입 등으로 경영 부진이 빚어졌다. 전성기에는 58개 경영체였지만 지금은 겨우 1개 경영체로 격감했다. 또, 풍부한 이 지하수를 이용해 은어 양식(6 경영체)도 행해지고 있다.농업은 쌀농사, 고구마, 부추, 가지, 오이, 파, 락교 등이 성행하였으며 해안에서의 치리멘자코 가공업 등의 수산업이 있었다.
1982년 요시카와 어항이모노베 하구 좌안에 개항되었는데, 이 어항의 유효한 활용을 도모하기 위해 어업과 해양성 레크레이션의 조화로운 발전을 목표로 길천마을 포트마리나가 어항 내에 설치되었다. 이 시설을 핵으로 한 대형 플레저보트의 도입으로 바다와 강을 살린 해양스포츠와 피싱 등 해양성 레저의 거점이 되고 있다. 또한 이 어항 서쪽에 '벚꽃줄 공원'과 야외 무대 '천연색 극장'이 1995년 완공되었다.
사쿠라즈미 공원은, 구 건설성의 모노베가와 사쿠라즈미 시범 사업의 인정을 받아 모노베강 하구의 천혜의 자연 환경을 살리면서, 쿠로시오의 은혜로운 태평양과 훌륭한 경관의 모노베강과의 관계를 소중히 하면서 「바다와 강의 빛나는 마을·요시카와」를 캐치프레이즈로 만들어 냈다.면적 약 2헥타르 전면에 잔디밭을 깔았으며, 왕벚나무·왕벚나무 총 250여 그루, 사철쭉·치자나무·수국 등이 700㎡에 식재되어 있다.공원 내 놀이기구 중에 길이 102m의 몽키바(운정)가 있으며 1997년 기네스북사에 의해 일본 제일로부터 세계에서 가장 긴 몽키바로 인정받았다. 또한 공원 지형을 이용하여 건설된 야외무대 '요시카와무라 천연색극장'은 연면적 855㎡로 야외무대로는 시코쿠 제일을 자랑하고 있다.

## 역사
- 1889년 4월 1일 - 정촌제 시행에 의해 2개의 촌 중심으로 구역을 확장해 요시카와촌이 성립하였다.
- 2006년 3월 1일 - 아카오카정, 가가미정, 노이치정, 야스정과 합병해 고난시가 성립하였다. 동일 요시카와촌은 폐지되었다.

## 교통

### 철도
- 도사쿠로시오 철도 아사 선

## 참고 문헌
- 角川日本地名大辞典編纂委員会,『角川日本地名大辞典 39 高知県』1983, 角川書店